# Baseball ai Giochi del Pacifico
Il baseball è presente ai Giochi del Pacifico a partire dal 2003.

## Edizioni
| Anno          | Ospitante    |                               | Medaglie        | Medaglie        | Medaglie | Medaglie |
| Anno          | Ospitante    | Oro                           | Argento         | Bronzo          | Bronzo   |          |
| 2003 Dettagli | Suva         | Guam                          | Samoa Americane | Palau           |          |          |
| 2007 Dettagli | Apia         | Palau                         | Nuova Caledonia | Samoa Americane |          |          |
| 2011 Dettagli | Numea        | Isole Marianne Settentrionali | Guam            | Palau           |          |          |
| 2015 Dettagli | Port Moresby |                               |                 |                 |          |          |

## Medagliere
| Posizione | Nazione                       | Oro | Argento | Bronzo | Totale |
| --------- | ----------------------------- | --- | ------- | ------ | ------ |
| 1         | Palau                         | 1   | 0       | 2      | 3      |
| 2         | Guam                          | 1   | 1       | 0      | 2      |
| 3         | Isole Marianne Settentrionali | 1   | 0       | 0      | 1      |
| 4         | Samoa Americane               | 0   | 1       | 1      | 2      |
| 5         | Nuova Caledonia               | 0   | 1       | 0      | 1      |